# Dajr Sunbul
Dajr Sunbul (arab. دير سنبل) – miejscowość w Syrii, w muhafazie Idlib. W 2004 roku liczyła 1751 mieszkańców.